# Twin Peaks (banda)
Twin Peaks es un grupo estadounidense garage rock oriundo de Chicago, Illinois, fundado en el año 2009. La banda está formada por el vocalista y guitarrista Cadien Lake James, el guitarrista Clay Frankel, el bajista Jack Dolan, el baterista Connor Brodner y el tecladista Colín Croom.

## Historia
La banda la formó Cadien Lake James en 2009 mientras los demás miembros estaban en el instituto. Su primer álbum Sunken fue lanzado en 2013 a través del sello discográfico independiente Autumn Tone, en Los Ángeles. Después de graduarse, todos los componentes de la banda (menos Frankel) acudieron a Evergreen College en Olympia (Washington), pero que abandonaron más tarde para centrarse en su carrera musical. Su segundo álbum, Wild Onion, fue lanzado en 2014 por el sello discográfico Grand Jury.

### Estilo de música
El estilo de la banda se considera como una mezcla entre "el garage rock de los años 60 y el sonido garage punk del 2010" . El sonido de su primer álbum ha sido descrito como "descuidado, desaliñado" mientras que su segundo álbum presenta "un sonido garage rock que pasa desde psicodélico, punk hasta baladas y pop elaborado" .
En cuanto a sus influencias, se incluyen grupos de música de garage rock como Jay Reatard, Ty Segall y The Strokes, y otros artistas de rock como The Beatles, The Stooges y The Rolling Stones.

## Integrantes

### Formación actual
- Cadien Lake James – voz, guitarra
- Clay Frankel – guitarra, voz
- Jack Dolan – bajo, voz
- Colin Croom – teclados, guitarra, voz
- Connor Brodner – batería

## Discografía
Álbumes de estudio
- Sunken (2013)
- Wild Onion (2014)
- Down In Heaven (2016)
- Sweet '17 singles (2018)

### Sencillos
- "Flavor" (2014)
- "In The Morning (In The Evening)" (2015)
- "Walk to the One You Love" (2016)

### Videoclips
- Baby Blue (2012)
- Stand in the Sand (2012; dir. Ryan Ohm)
- Flavor (2014; dir. Ryan Baxley)
- I Found a New Way (2014)
- Mind Frame (2014; dir. Ryan Ohm)
- "Making Breakfast" (2014; dir. Ryan Ohm)
- "Wanted You" (2017; dir. Ezra Ewen)